# Machaeranthera gymnocephala
Machaeranthera gymnocephala es una especie de plantas con flores perteneciente a la familia de las asteráceas.

## Descripción
Es una planta bianual que alcanza un tamaño de 20 a 50 cm de altura. Las hojas son rastreras,  angostas y terminan con una espina en la punta y 5 dientes en cada borde de las hojas y también con espinas. Las flores están agrupadas en cabezuelas que tienen unas lengüetas de color rosa o un poco púrpuras. 

## Distribución y hábitat
Es originaria de Texas y México y habita en áreas con climas secos, semisecos y templados entre los 1890 a los 2700 metros, donde crece asociada al matorral xerófilo, en los bosques de encino y de pino.

## Propiedades
La principal aplicación de esta planta es en las heridas; cuando están infectadas se hacen lavados con su cocimiento, cada tercer día. En ocasiones, se le hierve junto con árnica amarilla (Grindelia oxylepis) y con esto se lava la parte afectada, previo aseo con jabón. De manera similar se ocupa en granos y golpes. Si la cocción se hace combinada con tabardillo (Piqueria trinervia), entonces se utiliza en baños de asiento contra almorranas (hemorroides).
Asimismo, se recomienda en el tratamiento del cáncer, dolor de estómago, para facilitar el trabajo de parto o después de un aborto, en golpes internos y úlceras, para lo cual se aconseja tomar el cocimiento de la planta.

## Taxonomía
Machaeranthera gymnocephala fue descrita por (DC.) Shinners y publicado en Field & Laboratory 18(1): 40. 1950.
Sinonimia
- Aster gymnocephalus (DC.) A.Gray
- Haplopappus gymnocephalus DC.[4]